# مردم مالزی
جمعیت مالزی مرکب از گروه‌های نژادی متعددی بوده که از لحاظ سیاسی جمعیت غالب مالایایی‌ها هستند که اکثریت جمعیت را در حدود %۶۰ تشکیل می‌دهند. طبق تعریف قانون اساسی تمامی مالایایی‌ها مسلمان هستند. حدود ربع جمعیت مالزیایی‌های با اعقاب چینی هستند که به لحاظ تاریخی نقش مهمی را در تجارت و اشتغال بر عهده داشته‌اند. مالزیایی‌ها با اعقاب هندی %۷ جمعیت را حدوداً تشکیل می‌دهند. حدود %۹۰ جمعیت هندی از مردمان تامیل|تامیلیها و تلوگو می‌باشند اما گروه‌های مختلف دیگری نیز وجود دارند، از جمله افراد مالایا، پنجابی‌ها و گجراتی‌ها.
گروه‌های بومی غیر مالایایی بیش از نیمی از جمعیت ایالت ساراواک، و حدود %۶۶ مردم ساباه را تشکیل می‌دهند، و نیز در تعداد کمتری در داخل شبه جزیره وجود دارند، که در مجموع به آن‌ها اورانگ اسلی گفته می‌شود. جمعیت بومی غیر مالایایی به گروه‌های متعدد نژادی تقسیم می‌شوند، اما دارای شباهتهای فرهنگی کلی می‌باشند. مالزیایی‌های دیگر نیز از جمله در میانشان، اروپائیها، اهالی خاور میانه، کامبوجیها و اعقاب ویتنامی هستند.
اروپائیها و اجداد دورگه آن‌ها | اوراسیائی‌ها شامل انگلیسیهایی هستند که مالزی را استعمار نموده و در آن ساکن شدند و برخی از پرتغالیها و بیشتر خاور میانه‌ای‌ها که عرب هستند. تعداد اندکی از کامپوچیانها و ویتنامیها به عنوان پناهندگان جنگ ویتنام در مالزی سکنی گزیدند. توزیع جمعیت ناهماهنگ است و ۲۰ میلیون ساکنین این کشور بر روی شبه جزیره مالایی متمرکز شده‌اند.
در ۱۳ مه ۱۹۶۹ مالزی شاهد یک حادثه ناشی از ناآرامی داخلی بود که بیشتر تصور می‌شود در اثر عدم توازن اجتماعی- اقتصادی در کشور در کنار خطوط نژادی بوده باشد، اگرچه با نگاهی به گذشته آن می‌تواند بیشتر دراثر آتش افروزیهای سیاسی در هردو حزب حاکم و مخالف بوده باشد، چرا که این ناآرامی تنها در نواحی داخل و اطراف پایتخت رخ داد و باقی نواحی کشور در آرامش قرار داشت. این حادثه سبب شد تا دولت سیاست جدید اقتصادی مالزی|سیاست جدید اقتصادی را با رویکردی دو شعبه‌ای نسبت به نابرابریهای نژادی و اقتصادی و محو فقر از کشور اتخاذ نماید.
دراثر افزایش صنایع متراکم کاری، مالزی دارای ۱۰ تا ۲۰ درصد کارگر خارجی بدون امنیت شغلی می‌باشد که تعداد زیادی از آن‌ها کارگران غیرقانونی و بیشتر اندونزیائی بوده‌اند؛ یک میلیون کارگر خارجی قانونی نیز وجود دارد و شاید یک میلیون نفر کارگر غیرمجاز. ایالت ساباه به تنهایی حدود %۲۵ از ۳ میلیون جمعیت فهرست شده به عنوان کارگر غیرقانونی براساس آخرین سرشماری در خود جای داده‌است. اما، تصور بر این است که این رقم %۲۵ کمتر از نیمی از رقم ادعا شده سازمانی غیردولتی باشد.
برای خارجیان غیرمجاز ۱۰٬۰۰۰ رینگیت جریمه و ۲ سال حبس تعیین شده‌است، در حالی که کارفرمایان مالزیایی برای استخدام هر کارگر غیرمجاز یکسال حبس و جریمه‌ای معادل ۵۰٬۰۰۰ رینگیت باید متحمل شوند، و نیز آنهایی که بیش از پنج نفر را به‌طور غیرمجاز استخدام کنند، مجازات فلک کردن را تعیین می‌کنند. فلک کردن یک مجازات استاندارد برای بیش از ۴۰ نوع جرم در مالزی می‌باشد، که از تجاوز جنسی تا استعمال مواد مخدر در نوسان است. این مجازات به وسیله ترکه ضخیم درخت نخل رونده انجام می‌شود، که پوست را کبود کرده و بر روی آن آثاری برجای می‌گذارد.
طی دوره " عفو عمومی " در سال ۲۰۰۴، حدود ۳۸۰٬۰۰۰ خارجی غیرمجاز از این کشور خارج شدند و این زمان برای مدتی نیز تمدید شد. طی این دوره‌ها، خارجیان غیرمجاز می‌توانند بدون پرداخت جریمه به خاطر اقامت غیرقانونی در کشور، کشور را ترک کنند. در ۱ مارس ۲۰۰۵، حدود ۳۰۰٬۰۰۰ پلیس و نیز ۵۶۰ هزار نفر مردان قوی در هیئت گروهی داوطلب به جستجوی خارجیان غیرمجاز تحت عملیات تگاس پرداختند که به هر نیروی داوطلب به ازای دستگیری هر فرد ۱۰۰ رینگیت اعطاء شد.